# 2MASS J05332802−4257205
2MASS J05332802−4257205 — красный карлик спектрального класса M4.5. Расположен в созвездии Живописца на расстоянии 10 пк от Земли.